# Ataque Sybil
Em um ataque Sybil, o invasor subverte o sistema de reputação de um serviço de rede criando um grande número de identidades  pseudônimas e as usa para obter uma influência desproporcionalmente grande. O nome é fundamentado no livro  Sybil, um estudo de caso de uma mulher com diagnóstico de transtorno dissociativo de identidade.  O nome foi sugerido antes de 2002 por Brian Zill em Microsoft Research. O termo  'pseudo spoofing'  foi anteriormente cunhado por L. Detweiler na Cypherpunks mailing list e usado na literatura sobre sistemas ponto a ponto para a mesma classe de ataques antes de 2002, mas esse termo não ganhou tanta influência quanto "ataque Sybil".  Ataques Sybil também são chamados sock puppetry.

## Descrição
O ataque Sybil em segurança computacional é um ataque em que um sistema de reputação é subvertido pela criação de múltiplas identidades. A vulnerabilidade de um sistema de reputação a um ataque Sybil depende de quão barato identidades podem ser geradas, o grau em que o sistema de reputação aceita entradas de entidades que não têm uma cadeia de confiança ligando-as a uma entidade confiável e se o sistema de reputação trata todas entidades de forma idêntica. Em 2012, evidências mostraram que ataques Sybil em grande escala podem ser realizados de uma forma muito barata e eficiente em sistemas realistas existentes, como BitTorrent Mainline DHT.
Uma entidade em uma rede ponto a ponto é um pedaço de software que tem acesso a recursos locais. Uma entidade se anuncia na rede ponto a ponto apresentando uma identidade. Mais de uma identidade pode corresponder a uma única entidade. Em outras palavras, o mapeamento de identidades para entidades é de muitos para um. As entidades em redes ponto a ponto usam identidades múltiplas para fins de redundância, compartilhamento de recursos, confiabilidade e integridade. Em redes ponto a ponto, a identidade é usada como uma abstração para que uma entidade remota possa estar ciente das identidades sem necessariamente saber a correspondência das identidades com as entidades locais. Por padrão, cada identidade distinta é geralmente considerada como correspondendo a uma entidade local distinta. Na realidade, muitas identidades podem corresponder à mesma entidade local.
Um adversário pode apresentar múltiplas identidades a uma rede ponto a ponto, a fim de aparecer e funcionar como vários nós distintos. O adversário pode, portanto, ser capaz de adquirir um nível desproporcional de controle sobre a rede, afetando, por exemplo, os resultados de uma votação
No contexto de  comunidades online (humanas), tais identidades múltiplas são às vezes conhecidas como sockpuppets.

## Exemplo
Um notável ataque Sybil (em conjunto com um ataque de confirmação de tráfego) foi lançado contra a  Rede de anonimato Tor por vários meses em 2014 por perpetradores desconhecidos. 

## Prevenção
As técnicas de validação podem ser usadas para prevenir ataques Sybil e descartar entidades hostis mascaradas. Uma entidade local pode aceitar uma identidade remota com base em uma autoridade central que garante uma correspondência um a um entre uma identidade e uma entidade e pode até fornecer uma pesquisa inversa. Uma identidade pode ser validada direta ou indiretamente. Na validação direta, a entidade local consulta a autoridade central para validar as identidades remotas. Na validação indireta, a entidade local depende de identidades já aceitas que, por sua vez, atestam a validade da identidade remota em questão.
Técnicas de validação baseadas em identidade geralmente fornecem prestação de contas abrindo mão do anonimato, o que pode ser uma troca indesejável, especialmente em fóruns online que desejam permitir troca de informações livre de censura e discussão aberta de tópicos sensíveis. Uma autoridade de validação pode tentar preservar o anonimato dos usuários recusando-se a realizar pesquisas reversas, mas essa abordagem torna a autoridade de validação um alvo de ataque principal. Alternativamente, a autoridade pode usar algum mecanismo diferente do conhecimento da identidade real de um usuário - como a verificação da presença física de uma pessoa não identificada em um determinado lugar e hora - para impor uma correspondência um-para-um entre identidades online e usuários do mundo real.
As técnicas de prevenção Sybil com base nas características de conectividade dos gráficos sociais também podem limitar a extensão dos danos que podem ser causados por um determinado atacante Sybil, preservando o anonimato, embora essas técnicas não possam impedir totalmente os ataques de Sybil e possam ser vulneráveis a ataques de Sybil em pequena escala. Exemplos de tais técnicas de prevenção são SybilGuard, o Advogato Trust Metric e também a métrica baseada em esparsidade para identificar clusters Sybil em um sistema de reputação baseado em P2P distribuído.
Como alternativa,  sistemas a prova de trabalho podem ser usados para tornar os ataques Sybil mais caros. 
A implementação I2P do Kademlia foi modificada para mitigar as vulnerabilidades do Kademlia, como os ataques Sybil. 